# ویکی وایکینگ (فیلم)
«ویکی وایکینگ» (انگلیسی: Vicky the Viking) فیلمی در ژانر ماجرایی به کارگردانی میشائیل هربیگ است که در سال ۲۰۰۹ منتشر شد. از بازیگران آن می‌توان به میشائیل هربیگ اشاره کرد.